# Meglič
Meglič je 129. najbolj pogost priimek v Sloveniji, ki ga je po podatkih Statističnega urada Republike Slovenije na dan 31. decembra 2007 uporabljalo 1.169 oseb, na dan 1. januarja 2010 pa 1.171 oseb in je med vsemi priimki po pogostosti uporabe zavzel 128. mesto.      

## Znani nosilci priimka
- Anamarija Meglič, pediatrinja, nefrologinja
- Beno Meglič, direktor Policijske uprave Maribor
- Bernard Meglič, zdravnik nevrolog
- Berta Meglič (1929—2006), filmska maskerka
- Boštjan Meglič (*1979), glasbenik bobnar
- Janez Meglič (1941—2019), baletni plesalec in koreograf, filmski ustvarjalec
- Janja Meglič (*1980), košarkarica
- Janko Meglič (1965—2012), alpinist, gorski reševalec
- Jože Meglič (1939—2006), slikar
- Jožef Meglič (1855—1898), rimskokatoliški duhovnik in pesnik
- Jure Meglič (*1984), kajakaš
- Leon Meglič, zdravnik ginekolog
- Marjan Meglič (1928—1981), tonski mojster
- Maruša Meglič, slikarka
- Matjaž Meglič (*1970), arhitekt, teolog, organist, zborovodja, publicist
- Nina Naliny Meglič, slikarka
- Robert (Robi) Meglič (*1974), smučarski skakalec
- Tomi Meglič (*1977), glasbenik (kitarist, pevec, tekstopisec)
- Uroš Meglič, ortopedski kirurg
- Viktor (Hrvatin) Meglič (*1982), igralec
- Vladimir Meglič (*1960), agronom, univ. prof.